# 171433 Prothous
171433 Prothous è un asteroide troiano di Giove del campo greco. Scoperto nel 2007, presenta un'orbita caratterizzata da un semiasse maggiore pari a 5,2409435 UA e da un'eccentricità di 0,0529030, inclinata di 5,54088° rispetto all'eclittica.
Dal 22 gennaio al 21 marzo 2008, quando 175629 Lambertini ricevette la denominazione ufficiale, è stato l'asteroide denominato con il più alto numero ordinale. Prima della sua denominazione, il primato era di 164215 Doloreshill.
L'asteroide è dedicato a Protoo, capitano dei Magneti.